# Тшебуча
Тшебуча (пол. Trzebucza) — село в Польщі, у гміні Ґрембкув Венґровського повіту Мазовецького воєводства.
Населення — 137 осіб (2011).
У 1975-1998 роках село належало до Седлецького воєводства.

## Демографія
Демографічна структура станом на 31 березня 2011 року:
|          | Загалом | Допрацездатний вік | Працездатний вік | Постпрацездатний вік |
| -------- | ------- | ------------------ | ---------------- | -------------------- |
| Чоловіки | 60      | 14                 | 33               | 13                   |
| Жінки    | 77      | 20                 | 34               | 23                   |
| Разом    | 137     | 34                 | 67               | 36                   |